# ヴァーノン・ベルコート
ヴァーノン・ベルコート（ワブン・イニニ、1931年10月17日 – 2007年10月13日）は、アメリカインディアンの民族運動家。

## 来歴
1931年10月17日、ミネソタ州北部にある「白い大地・インディアン保留地 」で、オジブワ族のアビ氏族に属するチャールズとアンジェリン夫妻の12人の子供のうち一人「ワブン・イニニ」（オジブワ語で「夜明け」、または「夜明けの人」という意味）として生まれた。弟クライド・ベルコートもヴァーノンとともに、インディアン民族運動家となっている。
彼の所属するバンドは「ミネソタ最大・最貧困地帯」と呼ばれる地域にあった。父チャールズは第一次世界大戦で欧州で戦った出征米軍兵で、戦傷のため働けなかった。家族は小さな家に住み、非常に貧しかった。　ヴァーノンはこの時代について、「貧困の中で暮らしていたが、みんな大抵の人たちより楽しく生活していた」と述懐している。
ヴァーノンは保留地にある「インディアン寄宿学校」の「聖ベネジクト派教区立学校」に入学させられた。厳格なキリスト教的規律の中、修道女の教師からカトリック教徒の祈りの文句を覚えさせられた。白人の教師たちは、インディアンの生徒たちからインディアンの文化を根こそぎ剥ぎ取る指導を強制した。部族の言葉を喋ったり、白人教師の意思にそぐわない行動をすれば、石鹸で口の中を濯がされる体罰を受けた。ヴァーノンはこう語っている。「人種差別主義者の教師がそいつを無理やり私の口の中に押し込んだせいで、私は未だに、ライフボイ石鹸の匂いが我慢できないんだ。」
16歳のときに、家族がミネアポリスに移住したので、ヴァーノンは学校を去ることが出来た。ミネアポリスで一人暮らしを始めたが、半端仕事を続ける毎日が続いた。19歳のときに、セントポールの酒場で金を盗んだとして有罪判決を受け、「セントクラウド刑務所」に収監された。白人なら軽微な罪状で済むことでも、インディアンの場合は直ちに有罪となり、実刑が下される。貧しいインディアンは保釈金を払うことも弁護士を雇うことも出来ない。当時、インディアン人口はミネソタ州の1%に過ぎず、ミネアポリスの囚人の1/3以上がインディアンだった。
刑務所でヴァーノンは床屋の技術を学んだ。釈放後、彼は美容師になるために理容学校に入った。その後、セントポール東部に移り、ハイランドパークで「Mrヴァーノンのビューティーサロン」を開き、結婚した。3人の子供たちの父となった彼は、ホワイトベアレイク市に家を建てた。1960年代中頃に店を売って、家族とコロラドへ引っ越し、パートタイムでヘアスタイリストを務め、余暇にスキーを楽しんだ。その後、デンバーで不動産仲介人となった。彼の兄弟は、「アメリカインディアンが何年も前に取り上げられた土地を取り戻すために、ヴァーノンは土地を売っていたんだろうよ」とヴァーノンをからかったという。やがて、ヴァーノンは家族とともに、ミネアポリスへと戻った。

### 「AIM」への参加
ミネアポリスではその頃、弟のクライド・ベルコートがデニス・バンクス、ハロルド・グッドスカイ、ジョージ・ミッチェルら刑務所仲間と合流し、新しいインディアンの運動団体「アメリカインディアン運動」（AIM）を結成し、東フランクリン大通りに事務所を構えていた。「AIM」は、ミネアポリス市警の「パティ･ワゴン隊」による「インディアン狩り」対策のため、白人警官によるインディアンへの暴力行為の調査を行っていた。
「インディアン狩り」とは、市警本部が市の奉仕労働に充てるため、毎週末に警官隊「パティ･ワゴン隊」を場末の「インディアン・バー」（インディアンがたむろする酒場）に派遣し、不法にインディアンたちを無差別暴力逮捕していたものである。クライドやデニスは、「ブラック・パンサー党」の「逆パトロール」を参考に、「インディアン・パトロール隊」を結成し、白人警官からインディアンを保護する活動を行っていた。
一度経済的に成功していたヴァーノンだったが、この弟との再会は彼の運命を変えた。ヴァーノンは髪を三つ編みにし、ネクタイを捨てて骨の首飾りを着け、伝統回帰して「AIM」初代代表である弟のクライドとともに、「AIM」を支える運動家となった。「AIM」公式サイトは、ヴァーノンについて、次のように紹介している。
1972年、「AIM」が決行した「破られた条約のための行進」、続く「BIA本部ビル占拠抗議」で、ヴァーノンはスポークスマンを務め、弟クライド、ラッセル･ミーンズとともに共同記者会見を開いた。
1973年2月、レッドネックに刺殺されたスー族青年ウェズリー・バッドハートブル（当時20歳）の法的措置を巡って、「AIM」がサウスダコタのカスター市裁判所で起こした抗議暴動に参加。連邦から起訴された。続いて「AIM」が「ウーンデッド・ニー占拠抗議」を決行した際には、ヴァーノンはニューハンプシャーのダートマス大学を訪問していて、テレビニュースでこれを知った。ヴァーノンはこのまま講演を続け、各地の保留地の伝統派に支持を呼びかけるほうが得策と判断し、講演旅行を続け、「AIM」のスポークスマンとして占拠資金を募った。したがって、ヴァーノンは占拠地にはほとんど足を踏み入れていない。「ウーンデッド･ニー占拠」の後、インディアンの権利の保護を訴えるため、「AIM」の全国代表としてニューヨークの国連本部で演説を行う。
1974年、「AIM」メンバーによる「国際インディアン条約会議」（IITC）結成に参加。特使として国際的な講演活動を開始。「IITC」は、1977年にはインディアン初の非政府組織として国連に認可された。
1975年、「AIM」メンバーのレナード・ペルティエが、FBI捜査官を殺害したとして逮捕され、その後偽証による起訴によって終身刑宣告される。ヴァーノンも、他の「AIM」メンバーとともにレナードの釈放要求運動に参加。
1980年代に入り、「AIM」はベルコート兄弟と、ラッセル・ミーンズ、デニス・バンクスら創始者の間でイデオロギー論争が生じ、仲違いと分裂の時代を迎えた。このなか、「AIM」女性メンバーアニー・マエ・アクアッシュの暗殺は、「AIM」主導部批判を呼び、ヴァーノンもこれに関与したとの批判を受けている。
「AIM」内の不和のなかも、ヴァーノンは多数のデモに関わり、アメリカ連邦政府が批准していない400以上の条約について、世界各国の大学で講演している。また「IITC」の和平親善大使として各国を歴訪し、パレスチナのヤーセル・アラファトやリビアのカダフィ大佐、ニカラグアのダニエル・オルテガら歴代首脳と会談している。こうした「AIM」での取り組みについて、ヴァーノンは次のように述べている。
2007年9月に、ウゴ・チャベス大統領と同地のインディアン部族に対する支援計画を議論するためベネズエラに滞在。この滞在先で体調を崩し、ミネソタに戻った。
2007年10月13日、ミネアポリスのアボット北西病院で、肺炎の合併症のため死去。75歳だった。
葬儀は10月16日にオジブワ族保留地の「白い大地の命の輪学校」で行われ、埋葬は10月17日に、「3つの火協会」によって「白い大地・インディアン保留地」で行われた。妻キャロル・アン・ベルコート（のち離婚）との間に6人の子供がいる。

## 反「インディアン･マスコット」運動
合衆国では20世紀に入って、プロ･アマのスポーツチームの多くが、インディアン民族をイメージしたチーム名や、動物扱いしたマスコットキャラクターを採用した。これらすべてがインディアンのステレオタイプなイメージに基づき、本来のインディアンの文化とはかけ離れたものである。多くのインディアン団体や個人が、この「インディアン・マスコット」はインディアンの文化を卑しめるものとして、その撤廃と変更をチームと関係者、州に要求してきた。ヴァーノンは、生涯を通じて「インディアン・マスコット」の撤廃運動に力を注いだインディアン運動家の一人である。
1992年、「コロンブス上陸500周年」に当たるこの年に、ヴァーノンは「スポーツとメディアの人種差別に関する全国会議」（NCRSM）を結成し、スーザン・ショーン・ハルジョやシャーリーン・テッタースらインディアン女性運動家と連携し、ナショナル・フットボール・リーグの「ワシントン・レッドスキンズ」や、「カンザスシティ・チーフス」、プロ野球メジャーリーグの「アトランタ・ブレーブス」と「クリーブランド・インディアンス」のオーナーに、その名称の変更とインディアンのマスコットキャラクターの廃止を訴えて激しい抗議運動を行った。
「インディアン・マスコット」を使用している多くのチームの試合では、白人のファンたちが羽根飾りを頭に着け、顔をペイントし、太鼓を叩き、トマホーク型の応援グッズを振り下ろす（「トマホーク･チョップ」という）応援が行われている。インディアン達は、「これらすべてが、インディアンの本来の文化とはかけ離れた侮辱的なものである」として、激しい批判と抗議を行っている。
この年、「ワシントン・レッドスキンズ」対「バッファロー・ビルズ」の「スーパーボウルXXVIゲーム」に合わせ、ヴァーノンら抗議団は球場に集結してデモを行った。ヴァーノンは2,000人以上の群衆を前に演説を行い、「レッドスキンズ」のジャック・ケント・クークオーナー、NFLコミッショナーのポール・タリアブーエを激しく叱責した。ヴァーノンはクークにこう抗議した。
この年9月12日、スーザン・ショーン・ハルジョ、ヴァイン・デロリア・ジュニアら7人のインディアン運動家が、「ワシントン・レッドスキンズ」を相手取り、チーム名変更を要求して集団訴訟を決行。ヴァーノンら「NCRSM」も、この法廷闘争に参加する。連邦裁判官は2003年にこの訴えを却下している。
1994年、「インディアンス」の新球場「ジェイコブス・フィールド」完成に合わせ、ヴァーノンたちインディアン抗議者は「インディアンス」の名称変更と「ワフー酋長」の廃止を要求し、「ワフー酋長」のマスコット人形を燃やして抗議した。この廉で、ヴァーノン他4人のインディアンがクリーブランド警察によって「加重放火」の罪で逮捕された。
1997年、「インディアンス」の本拠地球場でのワールドシリーズに合わせ、「ワフー酋長」に対する抗議デモを行い、市警察に逮捕された。この逮捕では初めて告訴が取り下げられ、起訴されなかった。
ヴァーノンは、アメリカの黒人たちの初期の公民権運動の中での妥協派を引き合いに出し、「インディアン・マスコット」を容認するインディアン部族を「（白人の）砦に群がるインディアン」だとして批判している。ワシントン州のスポーカン族が、マイナーリーグベースボールの「スポケーン・インディアンス」のチーム章の「S」のマークに鷲の羽を添えたことで、「インディアンス」のチーム名の存続を認めたことに対し、彼は死の前年の2006年に受けたインタビューで、次のように語っている。
ロバート・ウォーリアー（オーセージ族、イリノイ大学アーバナ・シャンペーン校Ph.D）は、「AIM」とヴァーノンの取り組みについて次のように述べている。